# لاسي اولسن
لاسي اولسن (بالنرويجية البوكمول: Lasse Olsen)‏ (18 نوفمبر 1973 بأوسلو في النرويج - ) هو لاعب كرة قدم نرويجي في مركز مهاجم ‏. لعب مع نادي أوليسوند ونادي سترومسغودست ونادي ميوندالن وGjelleråsen IF ‏ وSK Herd ‏.

## وصلات خارجية
- لاسي اولسن على موقع قاعدة بيانات كرة القدم.إي يو (الإنجليزية)